# جک شپرد (بازیگر)
جک شپرد (به انگلیسی: Jack Shepherd) (زاده ۲۹ اکتبر ۱۹۴۰) یک بازیگر نمایشنامه نویس، کارگردان تئاتر، نوازنده ساکسیفون و پیانیست جاز انگلیسی است.
از فیلم‌های معروف او می‌توان به بازی در فیلم قطب‌نمای طلایی، هدف از زیبایی و محاکمه خدا اشاره کرد.